# Ahn Sang-soo
Ahn Sang-soo, né en 1952 à Chungju, est un typographe et designer graphique sud-coréen.
Au début des années 1980, Ahn Sang-soo s'intéresse au Hangeul, le système d'écriture coréen. Il développe plusieurs polices de caractères à partir de cet alphabet. Il est diplôme de l'Université Hongik. Son travail se déploie autant dans la communication visuelle (IBM, Jeux de Séoul,...) que dans des productions d'auteur comme sa publication Bogoseo/bogoseo.
Figure majeure du design graphique dans son pays, il est le créateur de la maison d'édition Ahn Graphics en 1985, l'initiateur en 2001 de la biennale Typojanchi et le fondateur, en 2012, de l'école d'art Paju Typography Institute (PaTI).

## Récompenses
- 1983: Designer of the Year pour Design Magazine
- Korea Newspaper Award
- 1998: Grand Prix à ZGRAF 8 (Zagreb)
- 2007: Prix Gutenberg de la ville de Leipzig